# حفره پایین‌ترقوه‌ای
حفره پایین‌ترقوه‌ای (انگلیسی: Infraclavicular fossa) فرورفتگی کم‌عمقی در پایین ترقوه است. به آن، مثلث پایین‌ترقوه‌ای، و مثلث پایین‌چنبری (infraclavicular triangle) هم می‌گویند.